# باشگاه فوتبال رئال مادرید در فصل ۲۰۱۸–۲۰۱۷
باشگاه فوتبال باشگاه فوتبال رئال‌مادرید در فصل ۱۸–۲۰۱۷ صد و چهاردهمین سال فعالیت خود و هشتاد و هفتمین فصل فعالیت خویش در لالیگا را پشت سر می‌گذارند. این فصل از تاریخ ۱ ژوئیه ۲۰۱۷ شروع شد و در ۳۰ ژوئن ۲۰۱۸ به پایان رسید.
در فصل جاری، پپه به بشیکتاش پیوست. و برای اولین بار از فصل ۰۷–۲۰۰۶ در رئال مادرید حضور نداشت.

## خلاصه
فصل ۲۰۱۸–۲۰۱۷ مانند فصل قبل با سوپر جام اروپا آغاز می‌شود، جایی که بلانکوس‌ها با قهرمان لیگ اروپا ۱۷–۲۰۱۶، منچستریونایتد ژوزه مورینیو روبرو می‌شوند. گل‌های کازمیرو و ایسکو در برابر تنها گل لوکاکو منجر به پیروزی رئال مادرید و قهرمانی این تیم در سوپر جام اروپا شد. این قهرمانی باعث شد تیم اسپانیایی به رکورد میلان که کسب دو سوپر جام متوالی بود، برسد.

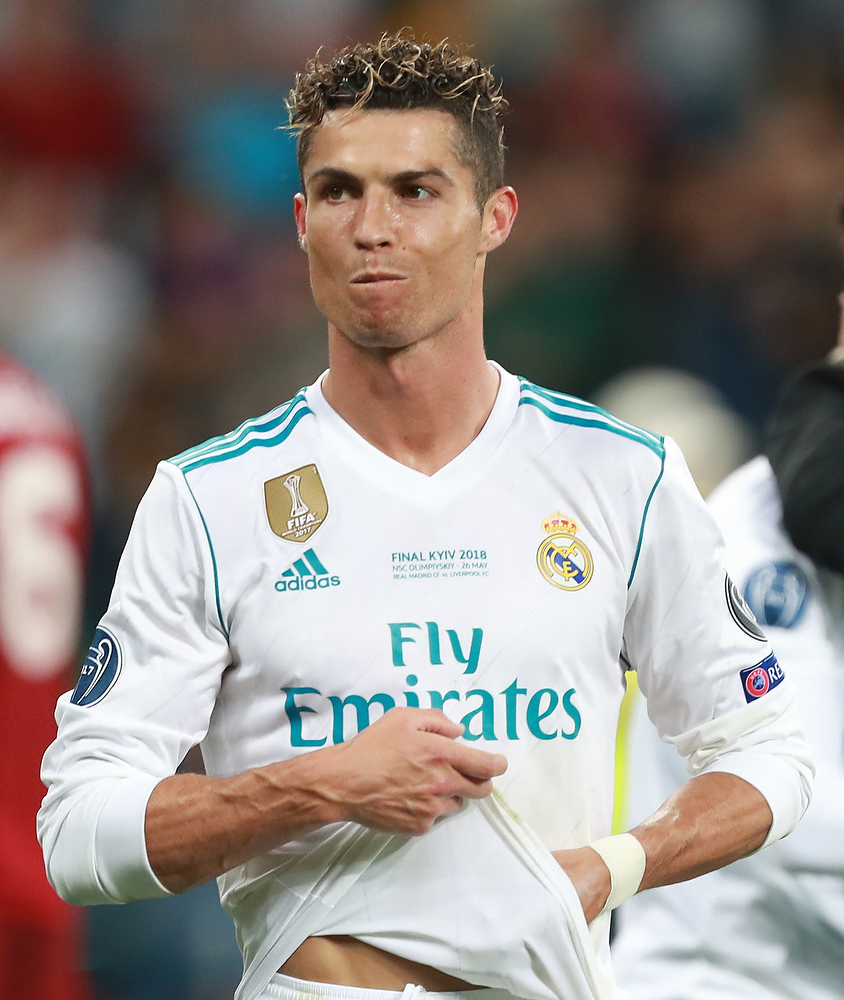
فصل جاری، آخرین حضور بهترین گلزن این فصل رئال مادرید یعنی کریستیانو رونالدو است.

## کیت
| کیت اول | کیت دوم | کیت سوم |

## نفرات باشگاه
کادر مدیریت
- مدیر عامل: فلورنتینو پرز
- نایب رئیس: فرناندو فرناندز تاپیاس
- مدیر کل: ادواردو فرناندز دی بلاس
- مدیر منابع: انریکه بالبوآ
- منابع انسانی: خوزه ماریا گارسیا
- مدیر حوضه اجتماعی: خوزه لوئیس سانچز
- مدیر داخلی و حسابداری: کارلوس مارتنیز دی آلبورنوز
- مدیر کمیسیون حقوقی: خاویر لوپز فار
- مدیر بنیاد "رئال مادرید": خولیو گونزالس
- رئیس پروتکل: رائول سرانو

حوزه ارتباط
- رئیس کابینه: انریکه سانچز گونزالس
- مدیر بخش ارتباطات: آنتونیو گالیانو
- مدیر روابط عمومی: امیلیو بوتراگوئنو

حوضه بازاریابی
- مدیر اقتصادی: خولیو اسکوردیرو
- مدیر بازرگانی: بگونا سانز
- مدیر خدمات: فرناندو تورمو

حوضه فنی
- مدیر ورزشی: آنتونیو گومز
- سرمربی: زین‌الدین زیدان
- کمک مربی: دیوید بتونی
- مربی گلرها: لوئیس لوپیس
- مربیان: آنتونیو پینتوس، خاویر مالو

حوضه پزشکی
- دکتر: خواکین ماس
- فیزیوتراپ: جیووانی مائوری، حمیدو مسایده

## بازیکن‌ها
| ش. | پ. | م.  | نام                                  | سن | EU     | از سال        | بازی | گل  | پایان قرارداد | مبلغ خرید    | نکات                            |
| -- | -- | --- | ------------------------------------ | -- | ------ | ------------- | ---- | --- | ------------- | ------------ | ------------------------------- |
| ۱  | GK | CRC | کیلور ناواس                          | ۳۱ | EU     | 2014          | ۱۴۱  | ۰   | ۲۰۲۰          | €10M         | Second nationality: Spain       |
| ۲  | DF | ESP | دنی کارواخال                         | ۲۶ | EU     | 2013          | ۱۹۹  | ۴   | ۲۰۲۲          | €6.5M        | Originally from youth system    |
| ۳  | DF | ESP | خسوس وایخو                           | ۲۱ | EU     | 2015          | ۱۲   | ۰   | ۲۰۲۱          | €6M          |                                 |
| ۴  | DF | ESP | سرخیو راموس (کاپیتان)                | ۳۲ | EU     | 2005          | ۵۶۴  | ۷۳  | ۲۰۲۰          | €28M         |                                 |
| ۵  | DF | FRA | رافائل واران                         | ۲۵ | EU     | 2011          | ۲۳۳  | ۱۰  | ۲۰۲۲          | €10M         |                                 |
| ۶  | DF | ESP | ناچو                                 | ۲۸ | EU     | 2012          | ۱۶۰  | ۹   | ۲۰۲۱          | Youth system |                                 |
| ۷  | FW | POR | کریستیانو رونالدو (2nd vice-captain) | ۳۳ | EU     | 2009          | ۴۳۸  | ۴۵۰ | ۲۰۲۱          | €94M         |                                 |
| ۸  | MF | GER | تونی کروس                            | ۲۸ | EU     | 2014          | ۱۹۰  | ۱۲  | ۲۰۲۲          | €25M         |                                 |
| ۹  | FW | FRA | کریم بنزما (3rd vice-captain)        | ۳۰ | EU     | 2009          | ۴۱۲  | ۱۹۲ | ۲۰۲۱          | €35M         | Second nationality: Algeria     |
| ۱۰ | MF | CRO | لوکا مودریچ                          | ۳۲ | EU     | 2012          | ۲۵۷  | ۱۳  | ۲۰۲۰          | €30M         |                                 |
| ۱۱ | FW | WAL | گرت بیل                              | ۲۸ | EU     | 2013          | ۱۸۵  | ۸۸  | ۲۰۲۲          | €100.8M      |                                 |
| ۱۲ | DF | BRA | مارسلو (vice-captain)                | ۳۰ | EU     | 2007 (Winter) | ۴۵۲  | ۳۳  | ۲۰۲۲          | €6.5M        | Second nationality: Spain       |
| ۱۳ | GK | ESP | کیکو کاسیا                           | ۳۱ | EU     | 2015          | ۴۳   | ۰   | ۲۰۲۰          | €6M          | Originally from youth system    |
| ۱۴ | MF | BRA | کازمیرو                              | ۲۶ | Non-EU | 2013          | ۱۴۹  | ۱۴  | ۲۰۲۱          | €6M          |                                 |
| ۱۵ | DF | FRA | تئو ارناندز                          | ۲۰ | EU     | 2017          | ۲۳   | ۰   | ۲۰۲۳          | €30M         |                                 |
| ۱۷ | FW | ESP | لوکاس وازکز                          | ۲۷ | EU     | 2015          | ۱۳۵  | ۱۶  | ۲۰۲۱          | €1M          | Originally from youth system    |
| ۱۸ | MF | ESP | مارکوس یورنته                        | ۲۳ | EU     | 2015          | ۲۳   | ۰   | ۲۰۲۱          | Youth system |                                 |
| ۱۹ | DF | MAR | اشرف حکیمی                           | ۱۹ | EU     | 2017          | ۱۷   | ۲   | ۲۰۱۸          | Youth system | Second nationality: Spain       |
| ۲۰ | MF | ESP | مارکو آسنسیو                         | ۲۲ | EU     | 2014          | ۹۰   | ۲۱  | ۲۰۲۳          | €3.9M        | Second nationality: Netherlands |
| ۲۱ | FW | ESP | بورخا مایورال                        | ۲۱ | EU     | 2015          | ۲۹   | ۷   | ۲۰۲۱          | Youth system |                                 |
| ۲۲ | MF | ESP | ایسکو                                | ۲۶ | EU     | 2013          | ۲۴۰  | ۴۲  | ۲۰۲۲          | €27M         |                                 |
| ۲۳ | MF | CRO | متئو کواچیچ                          | ۲۴ | EU     | 2015          | ۱۰۸  | ۳   | ۲۰۲۱          | €29M         |                                 |
| ۲۴ | MF | ESP | دنی سبایوس                           | ۲۱ | EU     | 2017          | ۲۲   | ۲   | ۲۰۲۳          | €16.5        |                                 |

|}

## نقل و انتقالات
بازار نقل و انتقالات فصل ۲۰۱۸–۲۰۱۷ برای کهکشانی‌ها با بازگشت قرضی خسوس وایخو آغاز می‌شود که پیراهن شماره ۳ را بر تن می‌کند. بازیکنان دیگری هم با پایان قرارداد قرضی به تیم خود بازگشتند. مثل دیگو یورنته (از مالاگا)، بورگوی (از اسپورتینگ خیخون)، مارکوس یورنته (از الاوز) و بورخا مایورال (از وولفسبورگ). رئال مادرید در کل این فصل دو خرید انجام داد. مدیران رئال مادرید توانستند تئو ارناندز مدافع چپ فرانسوی و دنی سبایوس هافبک خوش تکنیک بتیس را به خدمت بگیرند.
در رابطه با خروجی‌های تیم، پپه قرارداد خود را تمدید نکرد و به تیم ترکیه ای بشیکتاش پیوست. فابیو کونترائو نیز به صورت قرضی به اسپورتینگ لیسبون رفت. ماریانو دیاز با مبلغ ۸ میلیون یورو به لیون داده شد و دیگو یورنته هم به رئال سوسیداد پیوست. در یکی از مهم‌ترین خروجی‌ها، خامس رودریگز با قرارداد قرضی بلند مدت و ۲ ساله و با دریافت مبلغی نسبتاً گزاف توسط مدیران رئال مادرید، به بایرن مونیخ آلمان رفت. این قرارداد قرضی امکان بند خرید دائمی به مبلغ ۶۰ میلیون یورو در سال ۲۰۱۹ را نیز دارا می‌باشد. آلوارو موراتا پس از حضور یک ساله ای در رئال مادرید، توسط چلسی با قیمت ۵۸ میلیون پوند (۶۴ میلیون یورو) خریداری شد. همچنین دانیلو نیز به مانند موراتا به لیگ انگلیس رفت و توسط منچسترسیتی پپ گواردیولا به خدمت گرفته شد. این باشگاه انگلیسی برای خرید دانیلو ۳۰ میلیون یورو پرداخت کرد.